# Антті Раанта
Антті Раанта (фін. Antti Raanta; 12 травня 1989, м. Раума, Фінляндія) — фінський хокеїст, воротар. Виступає за «Женева-Серветт» у НЛА.
Вихованець хокейної школи «Лукко» (Раума). Виступав за «Лукко» (Раума), «Ессят» (Порі), «Чикаго Блекгокс», «Нью-Йорк Рейнджерс», «Аризона Койотс», «Кароліна Гаррікейнс», «Рокфорд АйсХогс» (АХЛ).
В чемпіонатах НХЛ — 39 матчів, у турнірах Кубка Стенлі — 0 матчів.
У складі національної збірної Фінляндії учасник чемпіонату світу 2013 (7 матчів).
Досягнення
- Чемпіон Фінляндії (2013), бронзовий призер (2011)

Нагороди
- Нагорода Урпо Ілонена (найкращий воротар Лійги) — 2013
- Нагорода Ярі Куррі (найкращий гравець плей-оф Лійги) — 2013
- Нагорода Лассе Оксанена (найкращий гравець регулярного чемпіонату Лійги) — 2013
- Трофей Вільяма М. Дженнінгса — 2022